# Pseudoligosita plebeia
Pseudoligosita plebeia is een vliesvleugelig insect uit de familie Trichogrammatidae. De wetenschappelijke naam is voor het eerst geldig gepubliceerd in 1912 door Perkins.